# アンチャーテッド (映画)
『アンチャーテッド』（Uncharted）は、2022年のアメリカ合衆国のアクションアドベンチャー映画。監督はルーベン・フライシャー、出演はトム・ホランドとマーク・ウォールバーグなど。
アクションアドベンチャーゲーム「アンチャーテッドシリーズ」の実写映画化。ゲーム版の設定やストーリーが元になっているが、ネイサンの年齢が若いことや、サリーとも初対面で出会い方も異なるなど違いも多く、完全オリジナルストーリーとなっている。

## ストーリー
プロローグ
自分が「フランシス・ドレークの子孫」だと亡き両親から教えられていたネイサン・ドレイク（ネイト）は、10歳の頃に兄サムと生き別れ、一人たくましく生きてきた。「必ず帰る」と言っていた兄だったが、兄は音信不通となり戻ってこなかった。
そんなネイトの前に、サムと一時コンビを組んでいたというトレジャーハンターのビクター・サリバン（サリー）が現れ、サムがかつて目指していたフェルディナンド・マゼランの黄金を共に探しに行こうと誘われる。最初は断ったネイトだが、行方不明のサムと再会できるかもしれない可能性から、サリーと行動を共にすることを決める。
オークション会場
二人はまず、財宝の鍵となる『十字架』が出品されるオークション会場に潜り込む。そこには、かつてマゼランに出資したモンカーダ家の末裔サンティアゴ・モンカーダと、彼に雇われたサリーのライバルでもある女傭兵ジョー・ブラドッグもいた。
停電にした隙に盗もうとして発電室に入り込んだネイトは、サンティアゴの手下に見つかってしまい、大騒動の末に『十字架』を盗み出すことに成功する。
バルセロナの地下ダンジョン
次なる目的地スペイン・バルセロナで、サリーのトレジャーハンター仲間クロエ・フレイザーと合流する。だが、彼女に『十字架』を盗まれてしまい、逃走劇の末に協力しあうことになる。もう一つの鍵となる『別の十字架』を持つ彼女と協力し、バルセロナの地下ダンジョンに潜り込む。
ブラドッグ一味の追跡を交わしながら、ダンジョンのゴールまでたどり着いたネイトとクロエだったが、そこに黄金はなく、黄金の真のありかを示した地図があった。サリーを信用できないクロエは、サリーがサムについて何か隠していることをネイトに告げた上で彼を気絶させ、地図を奪ってその場を去る。
意識を取り戻したネイトに問い詰められたサリーは、サムが『マゼランの日記』を見つける過程でブラドッグに殺され、サリー自身はその場にいながらサムを見捨てて逃げたことを白状する。一時はサリーと決別しようとしたネイトだが、兄の遺志を継ぐため、サリーとともに改めて黄金を目指す。
飛行機からの落下
その頃クロエは、雇い主であるサンティアゴに地図を渡していた。サンティアゴはブラドッグにクロエの下に着くよう命じ、ともに自家用飛行機で地図の示す島へ向かうが、裏切ったブラドッグによって機中で殺される。
飛行機から抜け出そうとしたクロエと、こっそり飛行機に忍び込んでいたネイトとサリーは、ブラドッグ一味との交戦の末、飛行機から落下する。貨物に取り付けられていたパラシュートを使って、なんとか不時着する。
マゼランの船を発見
何とか一命をとりとめて一緒に人里へ辿り着いたネイトとクロエは、クロエが持っていた地図のコピーをもとに黄金のありかを推測する。ネイトはサムからの絵葉書を頼りにそれを見つけ出すが、クロエが再び自分を出し抜く可能性を見越して、誤った座標をメモする。クロエはまんまとそれに引っ掛かり、ネイトは一人、黄金の財宝を載せたマゼランの船を発見する。
そこに、ネイトのスマートフォンをGPSで探知したサリーが現れ、島に近づくネイトの船を見つけていたブラドッグ一味も遅れて到着。ブラドッグ一味は、ネイトとサリーが隠れた船ごとヘリコプターで運び出すが、二人の妨害によって船ごと海へ沈んでしまった。
そこに海上警察がやってきて、ネイトとサリーはその場を逃げ出す。命は助かったものの黄金を獲得し損ねて嘆くサリーに、ネイトはこっそり盗み出していた財宝を渡すのだった。
エピローグ
ミッドクレジットシーンでは、いずこかの刑務所に投獄された男が、サムがネイトに宛てた手紙同様、「S」の署名とともに手紙を書いていた。ポストクレジットシーンでは、ナチスの宝の地図をマフィアから奪ったネイトとサリーが、何者かに出くわして驚くシーンで幕を閉じる。

## 登場人物
ネイサン・ドレイク
イギリスの探検家サー・フランシス・ドレークの子孫であると自負している若きトレジャーハンター。
ビクター・“サリー”・サリバン
かつてネイサンの兄のサムと一緒に行動していたベテランのトレジャーハンター。
サンティアゴ・モンカーダ
冷酷な大富豪。
クロエ・フレイザー
サリーと顔見知りのトレジャーハンター。
ジョー・ブラドック
モンカーダに雇われた女傭兵。
スコッツマン
ブラドックの手下。訛りの強い大男。
ヒューゴ
ブラドックの手下。寡黙な大男。
サミュエル・“サム”・ドレイク
ネイサンの兄。
ゲージ
ネイサンの取引相手。

## キャスト
翻訳版において、ゲーム版のサリー役の声優 千葉繁が「手下のスコッツマン」を務めている。
同じく、ゲーム版のネイト役の声優 東地宏樹が「ホテルのビーチにいる客」を演じており、飛行機から落ちて海を遭難していたネイト達に対して、「俺も同じことを経験したよ」と話している。なお、これを演じた俳優ノーラン・ノースは、英語版でのネイトの声優である。
| 役名                         | 俳優                         | 日本語吹替 |
| ---------------------------- | ---------------------------- | ---------- |
| ネイサン・ドレイク           | トム・ホランド               | 榎木淳弥   |
| ビクター・“サリー”・サリバン | マーク・ウォールバーグ       | 森川智之   |
| サンティアゴ・モンカーダ     | アントニオ・バンデラス       | 大塚明夫   |
| クロエ・フレイザー           | ソフィア・アリ               | 雨宮天     |
| ジョー・ブラドック           | タティ・ガブリエル           | 白石涼子   |
| スコッツマン                 | スティーヴン・ウォディントン | 千葉繁     |
| ヒューゴ                     | ピンギー・モリ               | 前堂友昭   |
| ゲージ                       | ピルウ・アスベック           | 板取政明   |
| ネイト少年                   | ティエナン・ジョーンズ       | 村瀬歩     |
| サム少年                     | ルディ・パンコウ             | 武内駿輔   |
| シスター                     | ジョージア・グッドマン       | 加藤美佐   |
| 警官                         | ディアミッド・マルタ         | 佐久間元輝 |
| カルロス                     | ジョセフ・バルデラマ         | 魚建       |
| ゴールディ                   | セレナ・ポサディノ           | 三重野帆貴 |
| ゾーイ                       | アラナ・ボーデン             | 杉山里穂   |
| クラーク                     | ジョナサン・フェイラ         | 赤坂柾之   |
| 競売人                       | ピーター・シートン・クラーク | 三瓶雄樹   |
| ホテルの客                   | ノーラン・ノース             | 東地宏樹   |
| 船長                         | ?                            | 菊池康弘   |
| 副操縦士                     | ブレット・プライド           | 斎藤寛仁   |
| 警備員6                      | ?                            | 上住谷崇   |
| パイロット                   | ジミー・ハート               | 玉井勇輝   |

この他に、エル・ルビウスが出演している。

## 日本語版制作スタッフ
- 演出：高橋剛
- 翻訳：栗原とみ子
- 翻訳監修：JUTOPIA、今田利枝
- 録音：小林蒼（アオイスタジオ）
- 調整・ミックス：蜂須賀英幸（アオイスタジオ）
- 制作コーディネーター：雲田美枝、上原正樹、木下未貴
- 日本語版制作：ソニー・ピクチャーズ エンタテインメント、ACクリエイト

## 製作
2009年6月、映画化企画が発表された。アヴィ・アラッドとチャールズ・ローヴェンがプロデュースを担当。8月に監督のデヴィッド・O・ラッセル、主演のマーク・ウォールバーグがそれぞれ発表。ところが脚本が原作から大きく離れたものだったため、スタジオが難色を示していた。結局、ラッセルは映画制作から降板、主演俳優と脚本も没となった。
その後、コロンビア映画はラッセルの代わりとなる新しい監督として脚本家のニール・バーガーを受け入れ再始動するも2012年8月に降板し、後にコーマック&マリアンヌ・ウィバリーが採用される。2014年2月、セス・ゴードンが監督交渉に入ったとの報道があった。11月にマーク・ボールが脚本の仕上げを行うことが伝えられた。映画の舞台は世界中にわたり、ゲームの内容を踏襲しながらも独自の要素を盛り込み、物語も「単なるゲームの焼き直し」ではないオリジナルのストーリーになるとしている。撮影は2015年初頭に開始される計画で、全米公開予定日は2016年6月10日に決定している。スタジオ側は、引き続きマーク・ウォールバーグの起用を希望していた。
しかし、ゴードンも企画から離れ、その後も、ショーン・レヴィ、ダン・トラクテンバーグ、トラヴィス・ナイトがそれぞれ監督として起用されたが、スケジュールの問題などから降板、2020年に監督がルーベン・フライシャーに決定した。

## 音楽
- サウンドトラック - ラミン・ジャワディ作曲、2022年2月18日リリース。

## 作品の評価
Rotten Tomatoesによれば、253件の評論のうち高評価は41%にあたる103件で、平均点は10点満点中5.3点、批評家の一致した見解は「期待できるキャストだが誤解を招くようなタイトルの『アンチャーテッド』は、ベストセラーとなった原作を利用していながら、優れたアドベンチャー映画の残念な模倣になっている。」となっている。
Metacriticによれば、44件の評論のうち、高評価は7件、賛否混在は33件、低評価は4件で、平均点は100点満点中45点となっている。